# Долан, Райан
Райан Долан (англ. Ryan Dolan; род. 22 июля 1985, Страбэйн, Северная Ирландия) — певец из Северной Ирландии, представлявший Ирландию на конкурсе песни «Евровидение 2013», с песней «Only Love Survives».

## Карьера
Райан имеет собственный канал на YouTube, который за последнее время собрал более 800 000 просмотров. На родине Райан Долан заслуженно считается одним из самых талантливых певцов, зажегшихся на музыкальном небосклоне за последние годы. Он успешно выступает на разогреве популярных музыкальных коллективов, а его канал на YouTube пользуется популярностью среди пользователей Сети. Талант молодого человека раскрывается в его сингле — Only Love Survives, настоящем гимне любви. Песня создана Райаном в соавторстве с ирландским композитором Везом Девайном. Запущенная на радио композиция сразу же стала настоящим хитом. Буквально в первые часы песня попала в Топ-20 iTunes, а одноименное видео ежедневно просматривают тысячи человек.
По словам певца и его продюсера, сингл Only Love Survives — современная музыкальная композиция, исполненная в традиционном ирландском стиле. Такое сочетание наверняка придется по вкусу европейским слушателям.
Райан работал в тандеме с известным музыкальным продюсером и композитором Везом Девин (Wez Devine). Песня «Only Love Survives» вызвала шквал аплодисментов и положительных эмоций у зрителей. После выпуска официального видеоклипа песня достигла высоких позиций в топ 20 европейских чартов и продолжает собирать множество просмотров на YouTube.

## Выступление на Евровидении
В 2013 году Райан Долан был единственным участником Евровидения, который исполнял на конкурсе свою собственную песню. Райан прошёл в финал, но занял последнее место, набрав в сумме лишь пять баллов от трёх стран. По словам певца, он не сожалеет о том, что оказался последним, однако признается, что результаты голосования его сильно удивили.

## Личная жизнь
Райан Долан — открытый гомосексуал. Он совершил камин-аут в феврале 2014 года.